# Campionato del mondo sportprototipi 1987
Il Campionato del mondo sportprototipi 1987 (en. World Sports-Prototype Championship 1987), è stata la 16ª edizione del Campionato del mondo sportprototipi.

## Risultati
| Nº | Data         | Gara                     | Costruttore vincitore | Piloti vincitori                           | Resoconto |
| -- | ------------ | ------------------------ | --------------------- | ------------------------------------------ | --------- |
| 1  | 22 marzo     | 360 km di Jarama         | Jaguar                | Jan Lammers John Watson                    | Resoconto |
| 2  | 29 marzo     | 1000 km di Jerez         | Jaguar                | Eddie Cheever Raul Boesel                  | Resoconto |
| 3  | 12 aprile    | 1000 km di Monza         | Jaguar                | Jan Lammers John Watson                    | Resoconto |
| 4  | 10 maggio    | 1000 km di Silverstone   | Jaguar                | Eddie Cheever Raul Boesel                  | Resoconto |
| 5  | 14 giugno    | 24 Ore di Le Mans        | Porsche               | Hans-Joachim Stuck Derek Bell Al Holbert   | Resoconto |
| 6  | 28 giugno    | 200 miglia del Norisring | Porsche               | Mauro Baldi Jonathan Palmer                | Resoconto |
| 7  | 26 luglio    | 1000 km di Brands Hatch  | Jaguar                | Raul Boesel John Nielsen                   | Resoconto |
| 8  | 30 agosto    | 1000 km del Nürburgring  | Jaguar                | Eddie Cheever Raul Boesel                  | Resoconto |
| 9  | 13 settembre | 1000 km di Spa           | Jaguar                | Martin Brundle Johnny Dumfries Raul Boesel | Resoconto |
| 10 | 27 settembre | 1000 km del Fuji         | Jaguar                | Jan Lammers John Watson                    | Resoconto |

## Classifiche

### Campionato mondiale mondiale piloti
Note Sono indicati solo i primi 10 piloti classificati su un totale di 67.
| Pos | Pilota             | Costruttore | Totale |
| --- | ------------------ | ----------- | ------ |
| 1   | Raul Boesel        | Jaguar      | 127    |
| 2   | Jan Lammers        | Jaguar      | 102    |
| 2   | John Watson        | Jaguar      | 102    |
| 4   | Eddie Cheever      | Jaguar      | 100    |
| 5   | Derek Bell         | Porsche     | 99     |
| 5   | Hans-Joachim Stuck | Porsche     | 99     |
| 7   | Oscar Larrauri     | Porsche     | 69     |
| 8   | Jochen Mass        | Porsche     | 58     |
| 8   | Mauro Baldi        | Porsche     | 58     |
| 10  | Johnny Dumfries    | Sauber      | 55     |

### Campionato mondiale squadre
Note Sono indicate solo le prime 4 squadre su 18 classificate.
| Pos | Squadra          | Totale |
| --- | ---------------- | ------ |
| 1   | Silk Cut Jaguar  | 178    |
| 2   | Brun Motorsport  | 91     |
| 3   | Rothmans Porsche | 74     |
| 4   | Joest Racing     | 63     |